# سزار مالوکو
سزار مالوکو (پرتغالی: César Maluco؛ زادهٔ ۱۷ مهٔ ۱۹۴۵) بازیکن فوتبال اهل برزیل بود.

## باشگاهی
از باشگاه‌هایی که در آن بازی کرده‌است می‌توان به باشگاه فوتبال کورینتیانس، باشگاه فوتبال پالمیراس، باشگاه فوتبال یونیورسیداد شیلی، باشگاه فوتبال فلومیننزه، باشگاه فوتبال فلامینگو، و باشگاه فوتبال سانتوس اشاره کرد.

## تیم ملی
وی همچنین در تیم ملی فوتبال برزیل بازی کرده‌است.